# Subaru Tecnica International
Subaru Tecnica International, ou STi est une filiale de Fuji Heavy Industries, il s'agit du département compétition de la marque Subaru.

## Histoire
Créée en avril 1988 par Mr Ryuichiro Kuze, la société est chargée de la préparation des véhicules de compétition de la marque Subaru. 
Peu après sa création, STi montrera ses qualités en développant pour Subaru un véhicule destiné à un record de vitesse sur très longue distance. La Subaru Legacy RS Sedan AWD du record parcourra 100 000 km en 447 h 44 min 9 s 887, soit une moyenne de 223,345 km/h. Ce record qui a pris place en Arizona entre le 2 et le 21 janvier 1989 [réf. souhaitée] demeure invaincu à ce jour dans la catégorie des moteurs essence de moins de 2 000 cm3.

## Modèles produits
La division STi est chargée du développement des versions les plus sportives des Impreza et Legacy. Bien qu'au début ces versions étaient prévues en nombre limités, devant la demande grandissante, ces déclinaisons se sont vu être proposées dans le catalogue Subaru. 
Toutefois, plusieurs éditions limitées ont vu le jour.

## Compétition
- La principale activité de STi reste le Championnat du monde des rallyes remporté durant trois années consécutives en 1995, 1996 et 1997.
- Participation aux 24 Heures du Nürburgring[5].